# 仁宣王后
仁宣王后 張氏（じんせんおうこう・ちょうし/インソンワンフ・チャンシ、1619年2月9日 - 1674年3月19日）は、李氏朝鮮第17代王孝宗の王妃。第18代王顕宗の母。本貫は徳水張氏。新豊府院君・右議政張維の娘。

## 生涯
光海君11年12月25日（1619年2月9日）、張維の娘として生まれた。仁祖の次男である鳳林大君と嘉礼を上げ豊安郡夫人の爵号を受け、夫である鳳林大君と瀋陽で8年間の人質生活をして帰って来た。
仁祖23年（1645年）、昭顕世子が薨去すると、夫の鳳林大君は世子になり、それに伴い、張氏は世子嬪となった。仁祖27年（1649年）に仁祖が薨逝し、鳳林大君が孝宗として即位すると、張氏も王妃に冊封される。
孝宗10年（1659年）、孝宗が薨逝し、息子である顕宗が即位すると、王大妃となった。顕宗3年（1662年）、孝粛（ヒョスク）の尊号を受け、孝粛王大妃とされ、顕宗15年（1674年）に55歳で死去。
その後、荘烈王后の喪服期間を巡って、礼訟問題が起こった。陵は京畿道驪州市にある寧陵で、夫の孝宗と共に埋葬された。

## 家族
- 祖父：張雲翼（刑曹判書 贈 領議政 徳水府院君 貞敏公、1561年-1599年）
- 祖母：密陽朴氏（生年不詳-1632年）
- 父：張維（右議政 贈 領議政 新豊府院君 文忠公、1587年-1638年）
- 母：永嘉府夫人安東金氏
- 夫：孝宗

### 子女
- 長女：淑慎公主（1635年-1637年）、早世
- 次女：淑安公主（1636年-1697年）、右議政洪得箕と結婚、1男を儲けた。息子の洪到祥は、絞首刑に処された。
- 長男：大君(1637年/1638年-1642年) 早世
- 三女：淑明公主（1640年-1699年）、領議政沈之源と結婚。2男を儲けた。
- 次男：顕宗（1641年-1674年）、李氏朝鮮第18代王
  - 嫁：明聖王后（1642年-1684年）
    - 孫：粛宗
- 四女：淑徽公主（1642年-1696年）、鄭斎賢と結婚。2男1女を儲けたが、次男のみ成人、次男の鄭台一は、25歳で死去した為、養子を迎えた。
- 五女：公主（1643年/1644年-1644年) 早世
- 三男：大君（1645年-1645年) 早世
- 六女：淑静公主（1646年-1668年）、鄭載崙と結婚。3男2女を儲けるが、1男1女のみ成人。
- 七女：淑敬公主（1648年-1671年）、元夢麟と結婚。1女を儲ける。
- 養女：義順公主（1635年-1662年）、成宗の庶子、益陽君の3世孫である錦林君の娘。清国皇族、ドルゴンの妃。

## 登場作品
- 『大命』(1981年、KBS、演：ウォン・ミギョン)
- 『馬医』(2012年～2013年、MBC、演：キム・ヘソン)
- 『花たちの戦い -宮廷残酷史-』(2013年、JTBC、演：イ・ムンジョン)

| 先代 荘烈王后 | 朝鮮王妃 在位：1649年 - 1659年 | 次代 明聖王后 |
| 先代 荘烈王后 | 朝鮮大妃 在位：1659年 - 1674年 | 次代 明聖王后 |